# Perdita labergei
Perdita labergei är en biart som beskrevs av Timberlake 1960. Perdita labergei ingår i släktet Perdita och familjen grävbin. Inga underarter finns listade i Catalogue of Life.